# Monastère Sainte-Marie d'Àneu
 (janvier 2024).
Si vous disposez d'ouvrages ou d'articles de référence ou si vous connaissez des sites web de qualité traitant du thème abordé ici, merci de compléter l'article en donnant les références utiles à sa vérifiabilité et en les liant à la section « Notes et références ».
Le monastère Sainte-Marie d'Àneu se trouve dans la commune de la Guingueta d'Àneu, dans la comarque catalane de Pallars Sobirá (Lleida). Il est rattaché au diocèse d'Urgell.

## Histoire
Le monastère est documenté en 839, lors de l'acte de consécration de la cathédrale d'Urgell. On pense qu'il est à l'origine un monastère wisigoth  dédié à Sainte Déodate. Jusqu'à la fin du Xe siècle il est dédié à Saint-Pierre.
En 1064, le comte de Pallars céda le monastère Saint-Pierre du Burgal, Saint-Pierre des Maleses et celui-ci au comte Ramon V, du comté de Pallars Jussà. En échange, il reçut diverses possessions dont l'Abbaye de Lavaix. Entre 1087 et 1088 l'église fut restituée au diocèse d'Urgell de la part du comte de Pallars, après que son père eut usurpé l'église d'Urgell.
Au XIe siècle, le monastère bénédictin fut construit, et il devint en 1216 canonique de l'ordre des augustins. Il entra peu à peu en décadence, jusqu'en 1723, où il n'abritait qu'un prieur, un sous-prieur et un frère laïque. Peu après, il perdit sa fonction de couvent. Il fut alors intégré dans le diocèse d'Àneu et devint un lieu de pèlerinage de toute la région. Pendant la guerre civile espagnole, la statue en bois de la Vierge à l'Enfant du XIIIe siècle fut brûlée et remplacée par une reproduction.
C'est aujourd'hui un sanctuaire dédié à la Mère de Dieu d'Àneu, patronne des Vallées d'Àneu et qui est célébrée le 1er mai.

## Le bâtiment
La construction remonte à la première moitié du XIe siècle. Son plan est de trois nefs avec une abside centrale (la seule conservée) et deux absidioles latérales avec des voûtes en arête. On peut observer la décoration lombarde des arcatures et des lésènes sur l'abside centrale. Il y a un petit campanile. La façade a été complètement refaite au XXe siècle.
L'édifice a été restauré de février à septembre 2014.

## Peintures
Les peintures murales qui décorent la zone du presbytère sont remarquables. Leur datation est postérieure à 1088. 
Les peintures de l'abside superposent des thèmes de l'ancien et du nouveau testament. Le thème central est très détérioré, mais il était dédié à l'épiphanie, à l'adoration des rois Mages. La voûte représente l'épiphanie, Marie en majesté avec les rois Mages. La zone inférieure est peinte d'une série de séraphins qui a été conservée en très bon état avec leurs ailes couvertes d'yeux qui symbolisent la vigilance. Ils sont entourés par les lettres du Sanctus, qui est répété trois fois, et une représentation des visions d'Isaïe et d'Ézéchiel. Ce sont des peintures avec une abondante polychromie, attribuée au Mestre de Pedret, bien qu'elles puissent être postérieures.
Le Maître de Pedret s'inspire du généralement du style lombard qui est particulièrement identifiable dans le traitement des visages. Cependant, cette influence du nord et l'Italie n'est pas la seule source d'inspiration du peintre, qui s'inspire également de peintures du sud de l'Italie et de la région de Latium. D'autre part, il faut tenir compte des liens probables avec les bibles de Ripoll et de Rodes, réalisées en grande partie du temps de l'abée Oliba, qui, dans le cas de Sainte-Marie d'Aneu, servent de sources aux différentes visions d'Isaïe et d'Ézéchiel représentées dans la partie inférieure de l'abside.
Les peintures ont été détachées du mur en 1921 dans une campagne de sauvegarde, et sont exposées à partir de 1924 au Musée national d'Art de Catalogne.

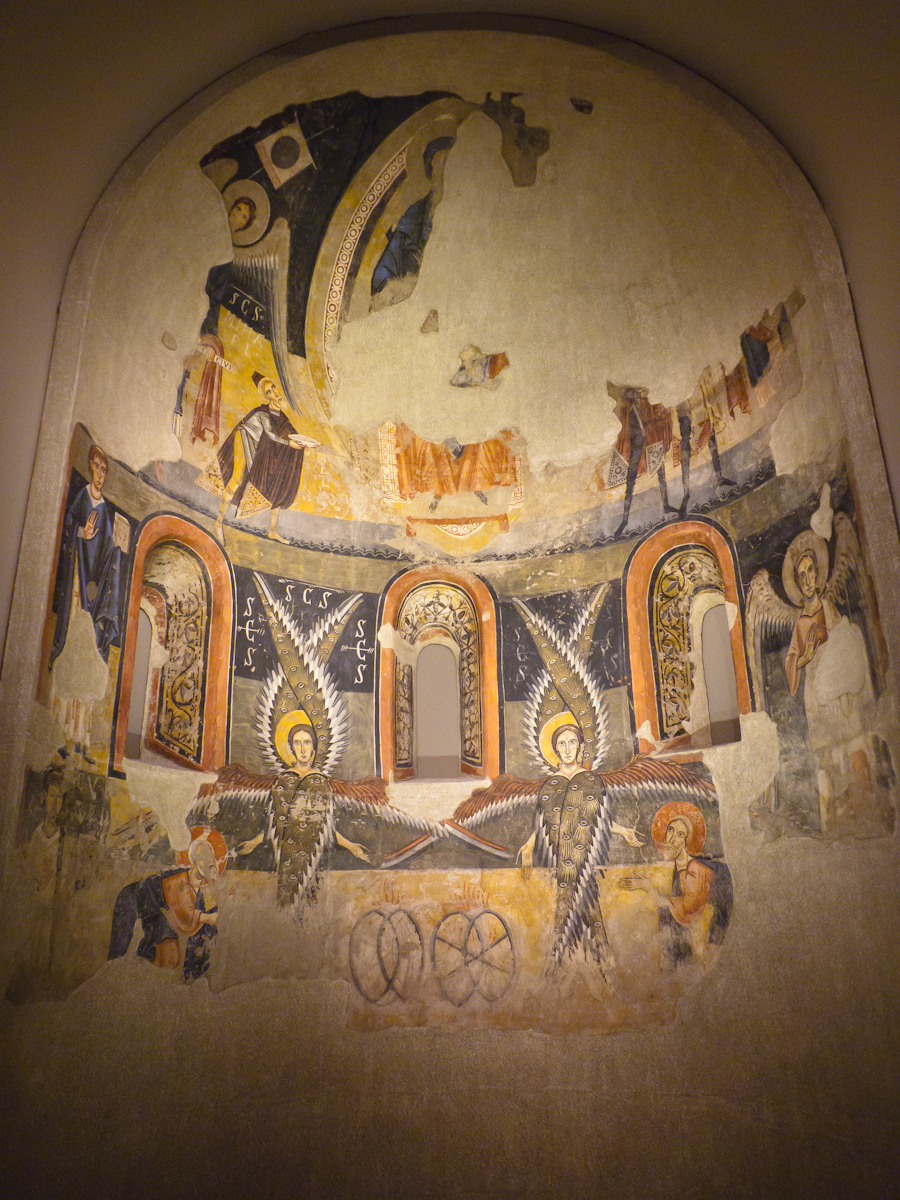
Abside
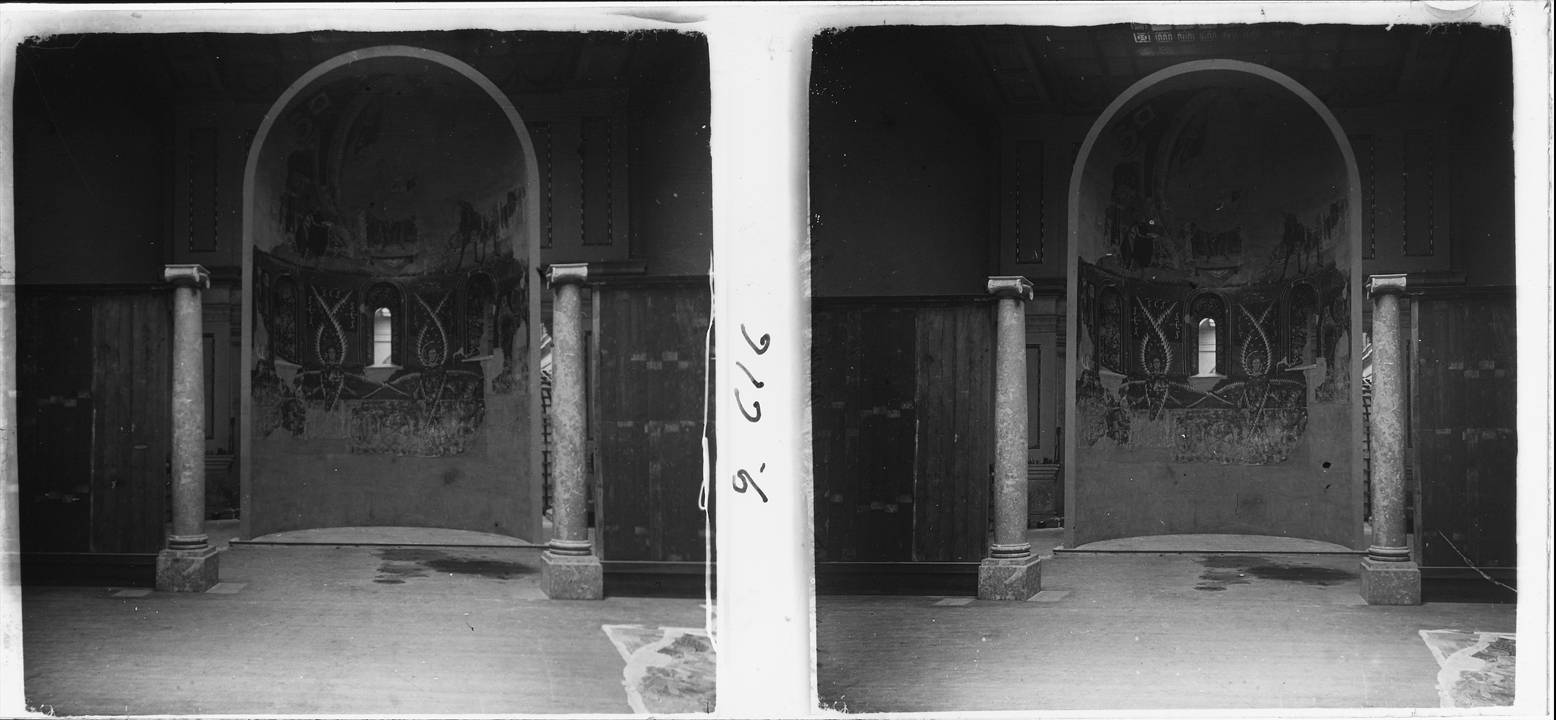
Photographie d'origine